# The Masked Singer
The Masked Singer es un reality show musical estadounidense que presenta a celebridades con trajes de pies a cabeza y máscaras faciales que ocultan sus identidades a otros concursantes, panelistas y a la audiencia. La serie está basada en la versión original surcoreana King of Mask Singer.  Se estrenó en Fox el 2 de enero de 2019, y es presentado por Nick Cannon. Los trajes fueron diseñados por Marina Toybina, cuatro veces ganadora del Premio Emmy. 
El 30 de enero de 2019, Fox anunció que había renovado la serie por segunda vez. El 13 de mayo de 2019, Fox anunció que la segunda temporada se estrenaría en el otoño de 2019, y que había ordenado una tercera temporada, la cual se estrenará el 2 de febrero de 2020 seguido del Super Bowl LIV.

## Historia
The Masked Singer está basado en la serie surcoreana King of Mask Singer. El productor ejecutivo Craig Plestis explicó que descubrió el formato por primera vez durante una visita a un restaurante tailandés. Mientras veía un episodio de la versión tailandesa de la serie en la televisión, él observó que los otros clientes «estaban todos mirando la tele viendo a este loco canguro cantando como un traje de cuero, y ni siquiera terminamos de cenar». Plestis y su hija comenzaron a investigar la serie, y más tarde se aseguró los derechos para producir una adaptación estadounidense, que se vendería a Fox.
Debido a la relación de Plestis con el estudio, la primera temporada de The Masked Singer fue producida por Endemol Shine North America, entonces propiedad en parte de los padres de Fox 21st Century Fox. (La participación es ahora propiedad de Disney). Para la segunda temporada, la producción pasó a un nuevo estudio interno bajo la cadena de Fox, Fox Alternative Entertainment.

## Formato
Doce celebridades compiten en el programa de forma anónima con trajes en más de diez episodios. En cada episodio, una parte de los competidores se empareja en competiciones de enfrentamiento, en las que cada uno interpretará una canción de su elección. De cada enfrentamiento, los panelistas y el público en vivo votan; el ganador es seguro para la semana, mientras que el perdedor es eliminado por eliminación. Al final del episodio, los perdedores de los enfrentamientos se someten a los votos anteriores de los panelistas para determinar quiénes no continuarán; El cantante eliminado se quita la máscara para revelar su identidad.
Además del concurso de canto, se ofrecen sugerencias sobre la identidad de cada cantante enmascarado durante el espectáculo. A los panelistas se les da tiempo para especular sobre la identidad del cantante después de la actuación y hacerles una sola pregunta para tratar de determinar su identidad. Se dijo que los competidores en la primera temporada tenían un total de 65 nominaciones al Grammy, 16 álbumes multiplatino, 16 nominaciones al Emmy, 9 espectáculos de Broadway, 4 títulos del Super Bowl y 4 estrellas en el Paseo de la Fama de Hollywood.

### Jurado y presentador
Después del anuncio de la serie, fue confirmado por Fox que el jurado estaría compuesto por el cantante y compositor Robin Thicke, la personalidad de la televisión Jenny McCarthy, el actor y comediante Ken Jeong, y el artista de grabación Nicole Scherzinger. También se confirmó que Nick Cannon sería el presentador de la serie. Ocasionalmente, hay jurados invitados que aparecen como el quinto juez para algunos episodios; en la temporada 1, fue el comediante Joel McHale (episodios 3-4), el actor J. B. Smoove (episodio 7), y el actor y comediante Kenan Thompson (episodios 8 y 10).
El 28 de marzo de 2019, Sharon Osbourne reveló en The Talk que originalmente se suponía que iba a ser contratada como jueza en la serie; esos planes fracasaron después de ser obligada a aparecer contractualmente en The X Factor.

## Producción
El personal de producción de la serie toma importantes medidas de seguridad para evitar que se filtre la identidad de los participantes; la artista Izzie Pick Ibarra dijo que solo 25 personas conocían la identidad real de los concursantes antes de la primera temporada.

## Temporadas
| Temporada | Número de    | Número de | Duración                                           | Finalistas                                         | Finalistas                                  | Finalistas                                                       | Presentador | Jurados      | Jurados        | Jurados   | Jurados            | Jurados / Presentadores invitados |
| Temporada | Celebridades | Semanas   | Duración                                           | Ganador                                            | Subcampeón                                  | Tercer lugar                                                     | Presentador | Jurados      | Jurados        | Jurados   | Jurados            | Jurados / Presentadores invitados |
| --------- | ------------ | --------- | -------------------------------------------------- | -------------------------------------------------- | ------------------------------------------- | ---------------------------------------------------------------- | ----------- | ------------ | -------------- | --------- | ------------------ | --------------------------------- |
| 1         | 12           | 9         | 2 de enero – 27 de febrero de 2019                 | T-Pain como Princess                               | Donny Osmond como tsnaumi                   | Gladys Knight DOll                                               | Nick Cannon | Robin Thicke | Jenny McCarthy | Ken Jeong | Nicole Scherzinger | [ nota 1 ]                        |
| 2         | 16           | 10        | 25 de septiembre de 2019 - 18 de diciembre de 2019 | Wayne Brady como Fox (Zorro)                       | Chris Daughtry como Rottweiler (Rottweiler) | Adrienne Bailon como Flamingo (Flamenco)                         | Nick Cannon | Robin Thicke | Jenny McCarthy | Ken Jeong | Nicole Scherzinger | [ nota 2 ]                        |
| 3         | 18           | 14        | 2 de febrero de 2020 - 20 de mayo de 2020          | Kandi Burruss como Night Angel (Ángel de la Noche) | Jesse McCartney como Turtle (Tortuga)       | Bow Wow como Frog (Rana)                                         | Nick Cannon | Robin Thicke | Jenny McCarthy | Ken Jeong | Nicole Scherzinger | —                                 |
| 4         | 16           | 14        | 23 de septiembre de 2020 - 16 de diciembre de 2020 | LeAnn Rimes como Sun (Sol)                         | Aloe Blacc como Mushroom (Champiñón)        | Nick Carter como Crocodile (Cocodrilo)                           | Nick Cannon | Robin Thicke | Jenny McCarthy | Ken Jeong | Nicole Scherzinger | —                                 |
| 5         | 14           | 11        | 10 de marzo de 2021 - 26 de mayo de 2021           | Nick Lachey como Piglet (Cerdito)                  | jojo como Black Swan (Cisne Negro)          | Wiz Khalifa como Chameleon (Camaleón)                            | Nick Cannon | Robin Thicke | Jenny McCarthy | Ken Jeong | Nicole Scherzinger | [ nota 3 ]                        |
| 6         | 16           | 13        | 22 de septiembre de 2021 - 15 de diciembre de 2021 | Jewel como Queen of Hearts (Reina de Corazones)    | Todrick Hall como Bull (Toro)               | David Foster y Katharine McPhee como Banana Split (Banana Split) | Nick Cannon | Robin Thicke | Jenny McCarthy | Ken Jeong | Nicole Scherzinger | —                                 |
| 7         | 15           | 11        | 9 de marzo de 2022 - 18 de mayo de 2022            | Teyana Taylor como Firefly (Luciérnaga)            | Hayley Orrantia como Ringmaster (Domador)   | Cheyenne Jackson como Prince (Príncipe)                          | Nick Cannon | Robin Thicke | Jenny McCarthy | Ken Jeong | Nicole Scherzinger | ―                                 |
| 8         | 22           | 12        | 21 de septiembre de 2022 - 30 de noviembre de 2022 | Amber Riley como Harp (Arpa)                       | Wilson Phillips como Lambs (Corderos)       | Nikki Glaser como Snowstorm (Nevada)                             | Nick Cannon | Robin Thicke | Jenny McCarthy | Ken Jeong | Nicole Scherzinger | —                                 |
| 9         | 21           | 14        | 15 de febrero de 2023 - 17 de mayo de 2023         | Bishop Briggs como Medusa (Medusa)                 | David Archuleta como Macaw (Guacamayo)      | Pentatonix como California Roll (California Roll)                | Nick Cannon | Robin Thicke | Jenny McCarthy | Ken Jeong | Nicole Scherzinger | —                                 |
| 10        | 16           | 11        | 27 de septiembre de 2023 - 20 de diciembre de 2023 | Ne-Yo como Cow (Vaca)                              | John Schneider como Donut (Donut)           | Janel Parrish como Gazelle (Gacela)                              | Nick Cannon | Robin Thicke | Jenny McCarthy | Ken Jeong | Nicole Scherzinger | —                                 |
| 11        | 16           | 13        | 6 de marzo de 2024 - 22 de mayo de 2024            | Vanessa Hudgens como Goldfish (Pez Dorado)         | Scott Porter como Gumball (Chicle)          | Thelma Houston como Clock (Reloj)                                | Nick Cannon | Robin Thicke | Jenny McCarthy | Ken Jeong | Rita Ora           | —                                 |

## Recepción

### Críticas
El estreno de la serie recibió críticas mixtas. Emily Yahr de The Washington Post describió al episodio de estreno como «uno de los reality shows más locos de nuestra época»; Vulture sintió que la serie era más entretenida, pero «más rara, más tonta y más estúpida» que otras series de Estados Unidos, y describió el formato como si tuviera la «vibración» de "qué tal si Gritty la mascota de los Philadelphia Flyers saliera de un escenario sonoro hecho para que pareciera un concierto en la arena. La canción «Stay with Me» de Sam Smith, fue descrita como «profesional» por Jenny McCarthy, se quitó la cabeza para revelar que era Joey Fatone, y toda la experiencia se sintió a tres clics de distancia de un episodio de Black Mirror...»

## Premios y nominaciones
| Año  | Premio              | Nominado          | Categoría                          | Resultado | Ref    |
| ---- | ------------------- | ----------------- | ---------------------------------- | --------- | ------ |
| 2025 | Kids' Choice Awards | The Masked Singer | Programa de telerrealidad favorito | Nominado  | [ 14 ] |